# La Bonneville-sur-Iton
La Bonneville-sur-Iton là một xã thuộc tỉnh Eure trong vùng Normandie miền bắc nước Pháp.

## Huy hiệu
| Arms of La Bonneville-sur-Iton | The arms of La Bonneville-sur-Iton are blazoned: Or, an ox gules. |